# Floresta de galeria

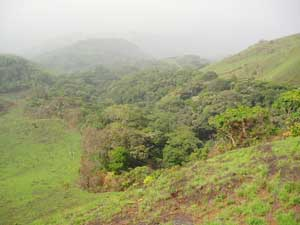
Floresta de galeria nas montanhas de Simandou, Guiné.

Florestas ou matas de galeria são florestas que formam corredores ao longo dos rios e áreas úmidas e se projetam na paisagem, tornando-se esparsas em áreas de savanas, pradarias e desertos.
Esse tipo de vegetação existe em áreas que não suportam florestas de terra firme por uma série de razões: o tipo de solo, a umidade, etc. Zonas ripárias oferecem proteção ao fogo e estresse por escassez de água.  Ademais, solos de aluvião oferecem grande fertilidade e melhor drenagem, tal como maior aporte de água. Como resultado, a fronteira entre a floresta de galeria e as áreas abertas ao redor é bem marcada e abrupta, com o ecótono tendo apenas alguns metros de largura.
Esse tipo de vegetação diminui de extensão em todo o mundo como resultado de atividades humanas, incluindo a criação de animais domésticos, que evita o crescimento das sementes e a construção de barragens e represas que alteram o nível normal das margens dos rios.

## No Cerrado
Definidas como vegetações florestais de extensão longa e estreita e associadas a rios, as matas de galeria são estruturalmente e floristicamente heterogêneas. Suas diferentes fisionomias estão associadas a variações de relevo e solo.
A composição florística das florestas de galeria no domínio do Cerrado, ao norte e oeste, é próxima à da Floresta Amazônica. Já na região central e no sudeste do domínio do Cerrado, lembra mais a composição das florestas estacionais semideciduais montanas. Embora possuam espécies endêmicas, muitas espécies das florestas de galeria são generalistas, e ocorrem também no cerrado sensu stricto.